# Coleophora inversella
Coleophora inversella é uma espécie de mariposa do gênero Coleophora pertencente à família Coleophoridae.